# امامزاده دوبرار (هادی و حارث)
امامزاده دوبرار (هادی و حارث) مربوط به سدهٔ ۶ و ۷ ه.ق است و در شهرستان دماوند، روستای مشا واقع شده و این اثر در تاریخ ۱۰ خرداد ۱۳۸۲ با شمارهٔ ثبت ۸۶۸۸ به‌عنوان یکی از آثار ملی ایران به ثبت رسیده است.